# Левен
Ле́вен, французька назва Луве́н (нід. Leuven, фр. Louvain) — місто, столиця провінції Фламандський Брабант, земля Фландрія, Бельгія. Знаходиться на берегах річки Дейле за 26 км на схід від Брюсселя. Станом на початок 2025 року населення міста становило 104,6 тис. осіб.
У місті розташований найстаріший у країні Левенський католицький університет, заснований 1425 року, IMEC, бельгійський виробник чипів, та штаб-квартира міжнародної корпорації Anheuser-Busch InBev, найбільшого у світі виробника пива.

## Назва
- Левен (нід. Leuven, Нідерландською: [ˈløːvə(n)] ( прослухати)) — нідерландська назва.
- Ловен (Loven) — назва, під якою місто вперше згадується в джерелах про напад вікінгів 891 року.
- Лованій (лат. Lovanium) — латинська середньовічна назва.
- Лувен (фр. Louvain, МФА: [luvɛ̃]) — французька назва.
- Левен, рідше Льовен (нім. Löwen, [ˈløːvn̩] ( прослухати)) — німецька назва.

## Історія
Перша письмова згадка про Левен припадає на 891 рік, у якому армія вікінгів зазнала поразки від війська франкського короля Арнульфа Каринтійського в битві поблизу міста. За легендою, саме ця подія визначила кольори прапора Левена, послідовність червоного, білого і знову червоного кольорів, що символізує вкриті кровʼю після цієї битви береги річки Дейле.

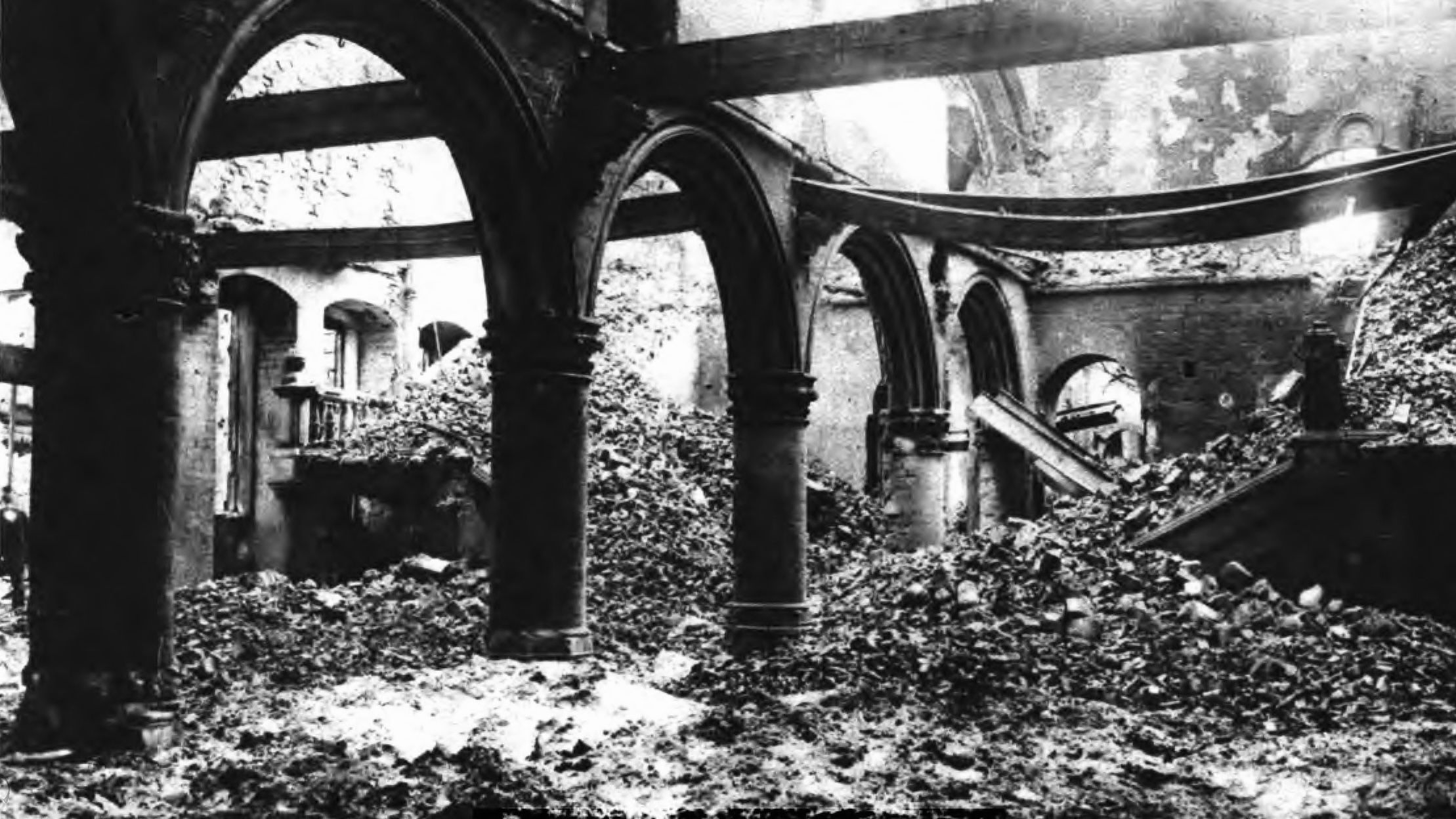
Руїни університетської бібліотеки, 1914

В XI—XIV століттях місто належало до Брабантського герцогства й було його найважливішим торговельним центром. У 1425 році засновано Католицький університет Левена, перший університет на теренах країни, який перетворив Левен на важливий науковий та освітній центр. У рамках Восьмидесятилітньої, Тридцятилітньої та Франко-іспанської війн відулась облога Левена франко-голландськими військами зайнятої іспанцями фортеці Левен у 1635 році.
Протягом XVIII—XIX століть місто закріпило за собою статус важливого індустріального центру регіону.
Левен зазнав значних руйнувань у XX столітті. Зокрема, під час Першої світової війни німецькі війська зруйнували значну частину будинків міста, зокрема будівлю університетської бібліотеки. Руйнування Левена стало важливим елементом у пропаганді країн Антанти, покликаній продемонструвати військові злочини німецької армії.

## Освіта
У Левені розташований найстаріший у Нижніх країнах Левенський католицький університет, заснований 1425 року. Протягом 1931—1962 років за сприяння Бельгійського комітету допомоги українським студентам університет закінчили понад 100 українців. Після 1968 року заклад розділився на франкомовний та нідерландськомовний. Від 1946 року українським відділом при бібліотеці ордену редемптористів «Альфонсіана» видається місячник «Голос Христа Чоловіколюбця».

## Пам'ятки
- Ратуша Левена
- Церква св. Петра (1425-ca. 1500)
- Церква св. Міхіла (1650-1666)
- Церква св. Квінтена
- Каплиця св. Антонія, з криптою отця Даміана
- Університетська бібліотека (1921-1929)
- Великий Бегінаж
- Замок Аренберг
- Церква св. Гертруди

## Відомі особистості
У місті народилися:
- Ламберт I Бородань (950/955 — 1015) — 1-й граф Лувену в 988—1015 роках, маркграф Брюсселю;
- Лоран-Гійом де Конінк (1807—1887) — бельгійський палеонтолог та хімік;
- Артур Вірендель (1852—1940) — бельгійський інженер;
- Алиськевич Іван Романович (нар. 1947) — український художник і скульптор.

У місті працювали:
- Жорж Леметр (1894 — 1966) — фізик, математик і астроном, спіавтор теорії розширення Всесвіту.

У місті помер:
- Жозеф Нюттен (1909—1988) — бельгійський психолог.